# Einmachglas

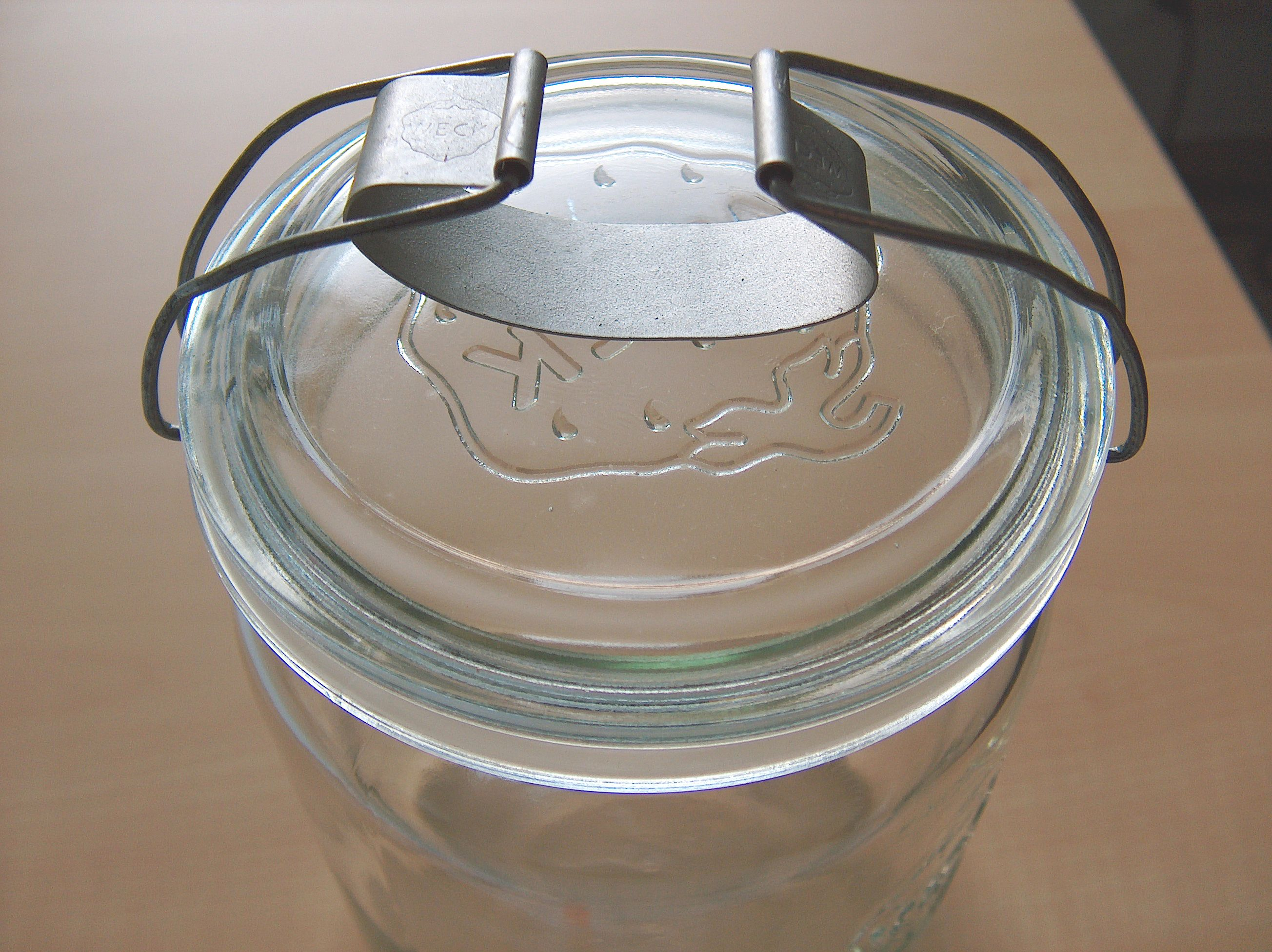
Einweckglas mit Bügel

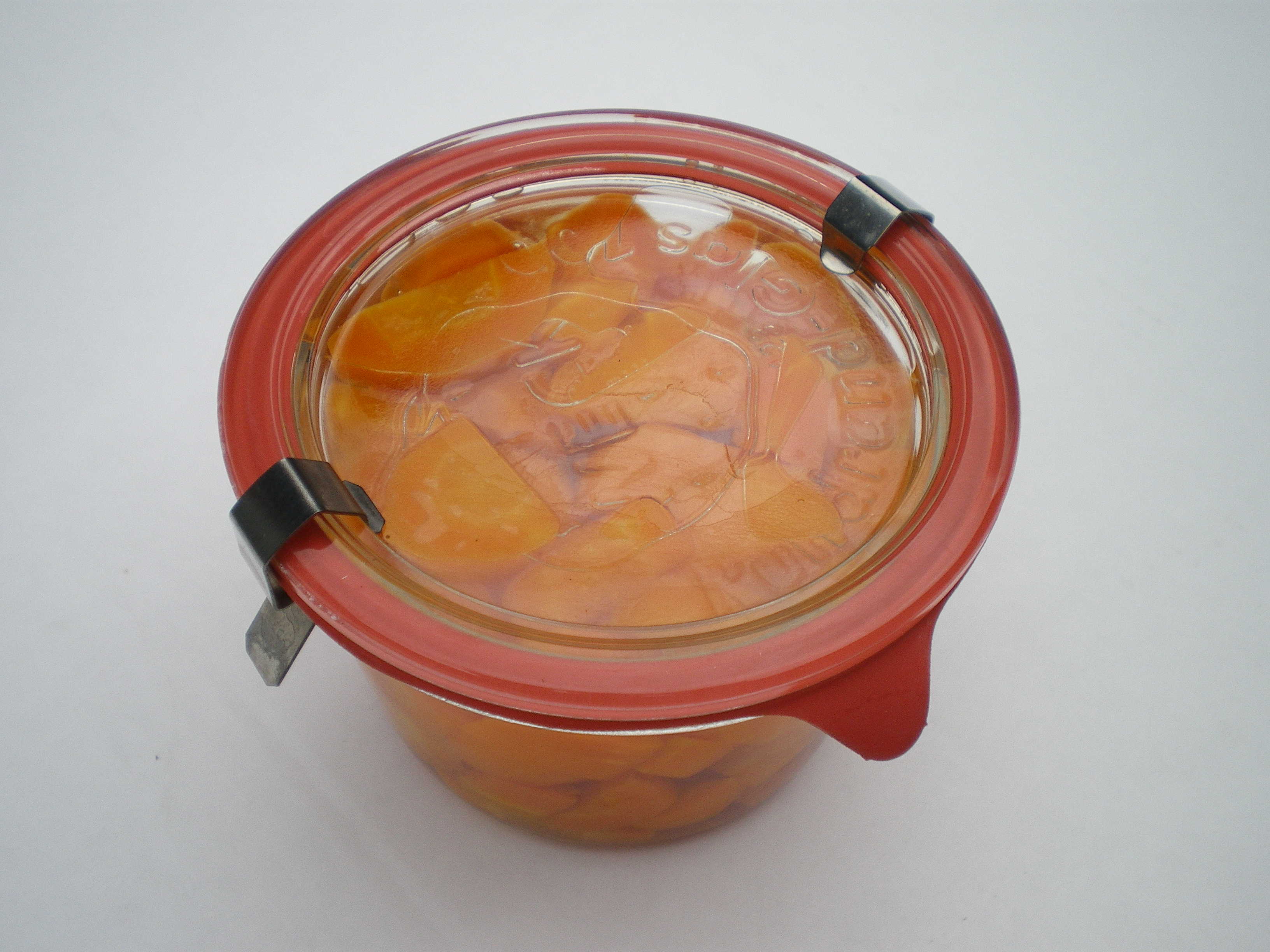
Weckglas mit Federklammern und Gummiring

Ein Einmachglas (besonders im Osten Deutschlands auch Einweckglas, Weckglas (nach Johann Carl Weck) sowie süddeutsch, österreichisch auch Einsiedeglas sowie österreichisch Rexglas) ist ein Hohlglas, das zum sterilisierenden Einkochen und Aufbewahren von Nahrungsmitteln verwendet wird; teilweise auch zum Backen und Garen von Speisen. Einmachgläser sind eine Form von Konservengläsern.
Nach statistischen Angaben der deutschen Zuckerindustrie wurden in Deutschland im Jahr 2012 eine Milliarde Gläser eingekocht: davon wurden 300 Millionen mit Marmelade befüllt, 600 Mio. mit Kompott, Erbsen oder Bohnen sowie 100 Mio. mit Fleisch. Nach Angaben der Zuckerindustrie sind dies erheblich größere Mengen als in den 1990er Jahren eingeweckt wurden.
Zu unterscheiden vom klassischen Einmachglas sind Gläser mit Schraubverschluss (Twist-off) oder solche, bei denen der Deckel zwar aus Glas besteht und einen Gummiring zur Dichtung besitzt, aber durch ein Scharnier und einen Hebelverschluss mit dem Glas dauerhaft verbunden ist. Das klassische Einmachglas findet überwiegend beim privaten Einkochen Verwendung. Gewerblich bzw. industriell werden zum haltbaren Aufbewahren von Lebensmitteln meist Gläser mit Schraubverschluss oder Konservendosen verwendet.

## Verfahren
Die Gläser haben am oberen Außenrand eine Auflagefläche für einen Dichtungsgummi (Weckgummi), auf diesen wird ein Glasdeckel gelegt und mit einer deckelübergreifenden oder zwei seitlichen Federklammern fixiert. Das Einsieden (von mittelhochdeutsch [e]insieden „einkochen, einsieden, eindicken“, bzw. ‚durch Kochen an Wassergehalt verlieren‘) geschieht im Wasserbad des Einkochtopfes. Durch das Erhitzen findet eine Sterilisation statt. Die mit der Erwärmung einhergehende Volumenzunahme des Inhalts führt im Glas zu Überdruck, bis dieser zwischen Gummiringdichtung und Deckel entweicht. Beim Abkühlen verringert sich das Volumen des Inhalts wieder und es entsteht ein Unterdruck, da der auf die Gummidichtung gesaugte Deckel einen Druckausgleich verhindert. In der DDR waren die sogenannten INKO-Gläser verbreitet, bei denen ein nicht ausvulkanisierter Gummiring verwendet wurde, der durch die Wärme des Einkochvorgangs Glas und Deckel miteinander verklebte.
Die während des Einkochens angebrachten Klammern zum Fixieren des Deckels können nach dem Abkühlen entfernt werden, durch den Unterdruck im Glas ist dieses hermetisch verschlossen. Die abgekühlte Innenluft und der weitere Inhalt ist bei sauberer Verarbeitung und geeigneten Ursprungsprodukten durch die Erhitzung keimfrei, die verarbeiteten Nahrungsmittel sind oft über viele Jahre haltbar.
Je nach Form des Glasrandes und des Deckels unterscheidet man Flachrand-, Massivrand-, Rillen- und Rundrandgläser für die teilweise verschiedene Ringformate erforderlich sind. Einmachgläser wurden und werden in vielen verschiedenen Größen und Formen angeboten, während früher meist Gläser mit einem Liter Inhalt (oder mehr) üblich waren, geht der Trend heute aufgrund kleinerer Haushalte eher zu kleineren Gläsern. Die Form der Gläser ist unterschiedlich: Konisch zulaufende Gläser ermöglichen ein „Stürzen“ des Inhalts und werden für Wurst, Fleisch oder Glaskuchen verwendet, Gläser mit eingezogenem Rand sind für Obst und Gemüse gedacht. Zudem gibt es Schmuckformen, die besonders dekorativ sein sollen und vor allem zum Verschenken gedacht sind, ferner werden auch Flaschen zum Einkochen von Säften angeboten. Einige Lebensmittelhersteller verkaufen ihre Produkte (z. B. Wurst, Gemüse, Marmelade) sterilisiert in Gläsern mit Schraubdeckel.
Die Lasche der besonders früher üblichen Gummiringe dient zum Öffnen des Glases, er wird damit unter dem Glasdeckel hervorgezogen und Luft strömt ins Glas. Falls der Gummiring dabei versagt, sowie für INKO-Gläser, gibt es Öffner, die einen Keil zwischen Glas und Deckel treiben, um das Eindringen von Luft zu ermöglichen.

## Geschichte
Noch 1863 kannte man nur Einmachkrüge aus Steingut mit geschliffenem Deckel oder Gummiverschluss, zeitgenössisch als Einmachekruken bezeichnet, oder Einmachbüchsen aus Blech mit luftdichter Zinnverschraubung, zeitgenössisch Einmachebüchsen genannt.
Spätestens ab 1870 waren hermetisch verschließbare Einmachgläser aus buntem Glas zu erwerben. Das Fassungsvolumen reichte von 0,25 bis 1,25 preußischem Quart, umgerechnet 0,21 bis 1,1 Liter.
Das Verfahren wurde nach 1880 von dem Gelsenkirchener Chemiker Rudolf Rempel erfunden und am 23. April 1892 patentiert. Nachdem sein jüngerer Bruder, ein Fabrikant in Plettenberg, die ersten Gläser verschickte, interessierte sich Johann Carl Weck dafür und kaufte 1895 das Patent. Gemeinsam mit Georg van Eyck gründete er am 1. Januar 1900 die Firma J. Weck u. Co. (heute J. Weck GmbH u. Co. KG). Der Begriff einwecken wurde 1934 in den Duden aufgenommen.
Verglichen mit dem früher üblichen Einlegen von Gemüse und Früchten in Steinzeugtöpfen oder Gläsern, die mit Schweineblasen zugebunden wurden, war das neue Verfahren wesentlich sicherer und ermöglichte fast unbegrenzte Haltbarkeit, auch war kein Zusatz von Salz, Zucker, Säure, Alkohol oder anderen Konservierungsmitteln notwendig. Im Gegensatz zu Konservendosen bleibt der Inhalt sichtbar, und es sind keine speziellen Gerätschaften zum Verschluss erforderlich, zudem können die Gläser wiederverwendet werden. Auch wurde hervorgehoben, dass die Gläser besonders hygienisch seien, da sie leicht zu reinigen seien. Der Inhalt geht keine chemische Reaktion mit dem Glas ein, wie es bei den Metallen der Blechdosen üblich war. Neben Gläsern und Zubehör bot die Firma Weck auch Kochbücher und Kurse zum richtigen Umgang mit den Gläsern an und gab eine Zeitschrift heraus.
Insbesondere in Österreich wurden auch Einmachgläser der Firma Rex verwendet. Davon abgeleitet entstand der Begriff einrexen als ein deutschsprachiges Synonym für das Einkochen.

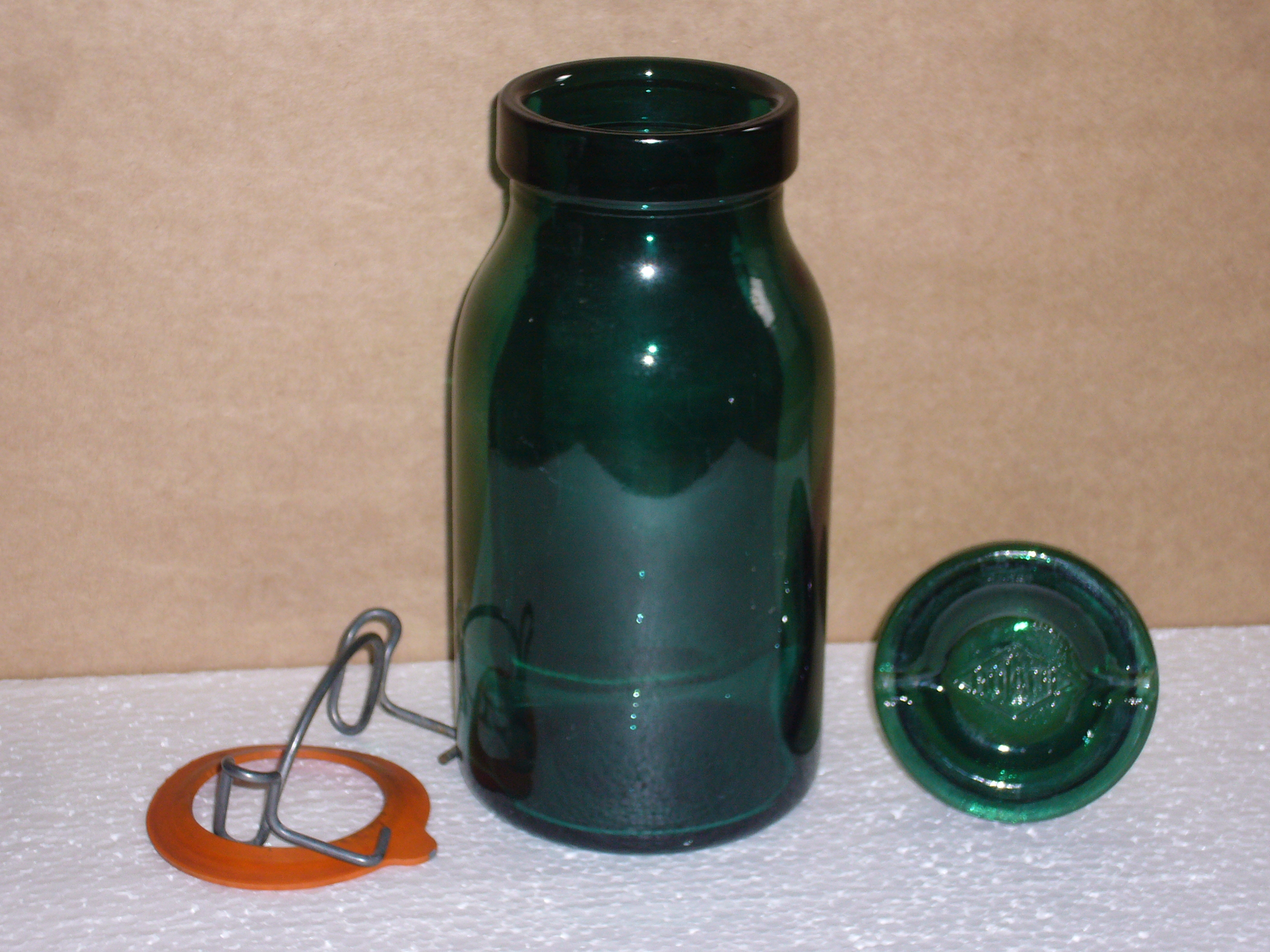
Bülach Einmachglas System 1924

Das Schweizer Einmachglas, das ab 1920 unter dem Namen Bülach landesweit bekannt wurde, war aufgrund der Knappheit von Einmachgläsern im Ersten Weltkrieg vom Bund angeregt worden; es wurde bis 1972 produziert.
Insbesondere in der Notzeit nach den beiden Weltkriegen war Eingewecktes aus dem eigenen Garten ein wesentlicher Bestandteil der Ernährung. Da Obst und Gemüse damals und bis in die 1960er-Jahre wesentlich stärker als heute saisonal auf den Märkten angeboten wurden, war es auch bei der städtischen Bevölkerung üblich, die während der Reifezeit günstig und in großen Mengen erhältlichen landwirtschaftlichen Produkte einzumachen. In der DDR spielte dies bis 1989 noch eine große Rolle, während im Westen ab den 1960er Jahren zunehmend ein ganzjähriges Angebot von preiswertem Obst und Gemüse erhältlich wurde.
Neben den Firmen Weck und Rex produzierten bis in die 1960er Jahre zahlreiche Glasfabriken Einmachgläser. Aufgrund rückläufiger Nachfrage wird das klassische Glas mit losem Deckel heute nur noch von der Firma Weck hergestellt. Die inzwischen zur Firma Weck gehörende Marke Rex wurde 1984 eingestellt, 2015 aber wiederbelebt.
In neuerer Zeit gibt es im Zusammenhang mit der Hinwendung zu regional erzeugten Produkten wieder ein Interesse am Gebrauch und die Herstellung von Eingewecktem auch in der Spitzengastronomie.

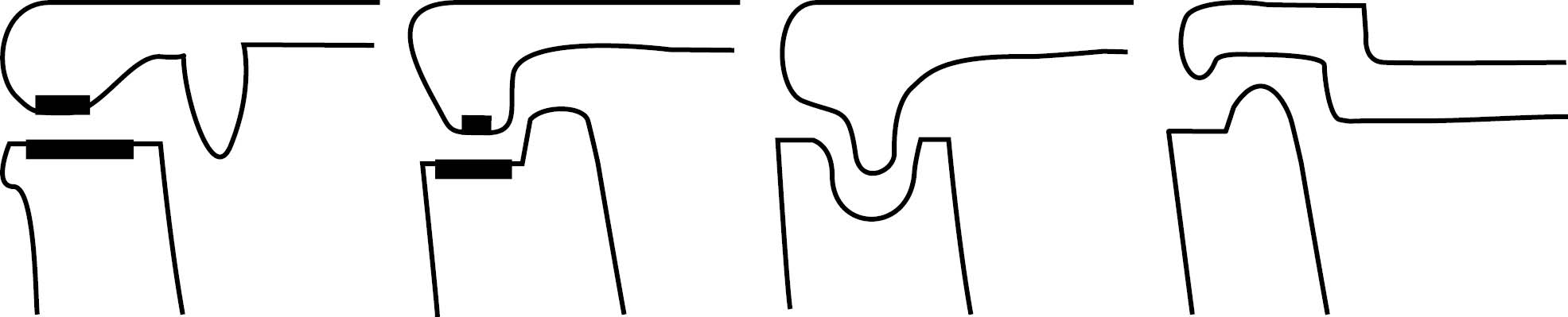
Flachrand-, Schleifrand-, Rillen-, Rundrandglas (schematisch)

## Glasformen
Es folgt hier eine kurze Beschreibung der verschiedenen Glasformen. Bei Schleif- bzw. Massivrandgläsern und auch bei Rillengläsern können Gläser und Deckel unterschiedlicher Hersteller gemischt werden, jedoch passen Gläser und Deckel verschiedener Glasformen nicht zueinander. Die Abmessungen der Gummiringe sind je nach Glasform teilweise unterschiedlich, ihre Größe wird meist durch den Innen- und Außendurchmesser in Millimeter angegeben, das verbreitetste Ringformat ist dabei 94 × 108 mm.
Flachrandglas
Flachrandgläser waren die ersten in Großserie hergestellten Einmachgläser. Bei ihnen wurde der Auflagerand für die Gummidichtung und auch die Dichtfläche der Deckel plan geschliffen. An der Innenseite haben die Deckel einen vorstehenden Rand, der ein Verrutschen der Dichtgummis und des Deckels verhindert. Für diese Gläser werden besonders breite Gummiringe benötigt, die traditionell mit zwei Laschen zum Öffnen versehen sind, für Flachrandgläser mit weiter Öffnung werden Ringe im Format 96 × 118 verwendet, für solche mit kleiner Öffnung 64 × 87 mm.
Schleifrandglas/Massivrandglas
Beim Schleifrandglas (wird auch als Massivrandglas bezeichnet) ist die Auflagefläche für die Dichtgummis ebenfalls plan geschliffen. Im Unterschied zu den Flachrandgläsern haben die Schleifrandgläser allerdings um die Einfüllöffnung einen erhöhten Rand, um den der Dichtgummi gelegt wird. Dieser Rand kann an der Außenseite zudem noch gerillt sein, um dem Dichtgummi noch mehr Halt zu geben. Die zugehörigen Deckel ähneln häufig Petrischalen, können aber auch bei manchen Herstellern große Ähnlichkeit mit den Rillenglas-Deckeln haben. Die Deckel haben eine 2 mm breite Auflagefläche für den Dichtgummi und sind ebenfalls plan geschliffen. Hier wird meist die Standardringgröße 94 × 108 verwendet, seltener sind Gläser mit weiter Öffnung anzutreffen für die Ringe im Format 112 × 128 Verwendung finden.
Rillenglas
Das Rillenglas hat für den Dichtgummi eine Rille, die bereits beim Fertigen der Gläser entsteht und daher keinen weiteren Bearbeitungsschritt (Planschleifen wie z. B. bei den Flachrand- und Schleifrandgläsern) mehr erfordert. Zur Einfüllöffnung hin ist der Rand höher gezogen, damit die Dichtung nicht eingezogen werden kann. Die zugehörigen ungeschliffenen Deckel haben einen Wulst, der genau in die Rille des Glases passt und den Gummi rillenartig verformt. Für Rillengläser werden Ringe in der Standardgröße 94 × 108 mm verwendet, es gibt dabei eine besondere Ausführung mit einer kleinen Kerbe im Innenrand, die das Öffnen der Rillengläser erleichtern soll. Diese speziellen Ringe sind traditionell blau gefärbt.
Rillengläser werden auch mit Bügelverschluss angeboten.
Rundrandglas
Diese Art von Einmachgläsern wird noch heute produziert. Die Dichtflächen der Gläser sind nach oben hin halbrund. Die dazu passenden Deckel haben eine glatte, nicht geschliffene Auflagefläche für den Dichtgummi. Der Dichtgummi wird in den Deckel eingelegt, der Deckel ist in der Mitte vertieft und verhindert dadurch das Verrutschen. Rundrandgläser haben dadurch den Vorteil, dass sie gut stapelbar sind. Für Rundrandgläser sind die Standardringe mit 94 × 108 mm geeignet, es gibt jedoch auch Rundrandgläser mit kleineren Öffnungen, für die Ringe in der Größe 74 × 86 bzw. 54 × 67 mm benötigt werden.
INKO-Glas
Das Glas für nicht ausvulkanisierte, nicht wiederverwendbare Gummis besitzt im Glas und im Deckel mehrere konzentrisch verlaufende Rillen. Teilweise waren die Deckel auch stattdessen mit kleinen Noppen versehen. Der Deckel besitzt nach innen hin einen Rand, der das Einziehen des Gummis verhindert.
Gläser mit gebördelten Deckeln
Neben industriell hergestellten Konserven, ist die Verwendung der mit eigener Dichtung versehenen Aluminiumdeckel auch zu Hause möglich; hierzu sind Gläser mit rundem, wulstförmigem Rand erforderlich. Die käuflichen Deckel werden mithilfe eines Innenkonusses aufgebördelt und sind meist nicht wiederverwendbar. Beim Verschließen legt sich der äußere Rand der weichen Aluminiumdeckel durch den Druck des aufgesetzten Innenkonusses um den Glasrand. Das Öffnen erfolgt durch Abbiegen des Verschlusses ähnlich wie beim Öffnen eines Kronkorkens, alternativ durch einen Stoß mit dem Ellenbogen in die Mitte.
Gläser mit Schraubdeckel
Sogenannte Twist-Off-Gläser sind für industrielle Konserven am gebräuchlichsten und lassen sich wiederverwenden als auch ohne Inhalt käuflich erwerben. Der Deckel aus lackiertem Stahlblech ist mit einer elastischen Dichtung versehen. Er besitzt am Rand nach innen ragende Noppen, die zum Gewinde des Glases passen.

## Markenzeichen
- Der Schriftzug „WECK“ ist einer stilisierten Erdbeere eingeschrieben, die erhaben auf einer Seite des Gefäßes eingepresst/geblasen ist.
- Zwei Worte „REX“ werden am E überkreuzt und in einen Kreisring platziert, der an der Unterseite des Deckels erhaben eingepresst ist. An der Außenseite des Gefäßes findet sich mitunter der ansteigende Schriftzug „Rex“ in Schreibschrift.
  - Der Schriftzug „RILLENGLAS“ kommt am Deckel innen vor.
- „–INKO–“, in Kreisbogen: „Wz. u. D.R.P. angemeldet 22.8.1943“, „0,9 Ltr.“ (von: (E)INKO(CHEN), Warenzeichen, Deutsches Reichspatent.[14]